# منتخب رواندا لكرة القدم للسيدات
منتخب رواندا لكرة القدم للسيدات (بالإنجليزية: Rwanda women's national football team)‏ هو ممثل رواندا الرسمي في المنافسات الدولية في كرة القدم للسيدات، يديريه اتحاد رواندا لكرة القدم.